# Церковь Спаса Преображения (Запрудня)
Церковь Спаса Преображения (Преображенская церковь) — церковь Русской православной церкви в поселке Запрудня Талдомского района (с 2018 года — Талдомский городской округ) Московской области.
Адрес: Московская область, Талдомский район, посёлок Запрудня, ул. Первомайская, 121а.

## История
Посёлок Запрудня был образован в 1932 году, объединив село Гари, деревни Запрудная и Хохловка, а также несколько посёлков, созданных после революции 1917 года.

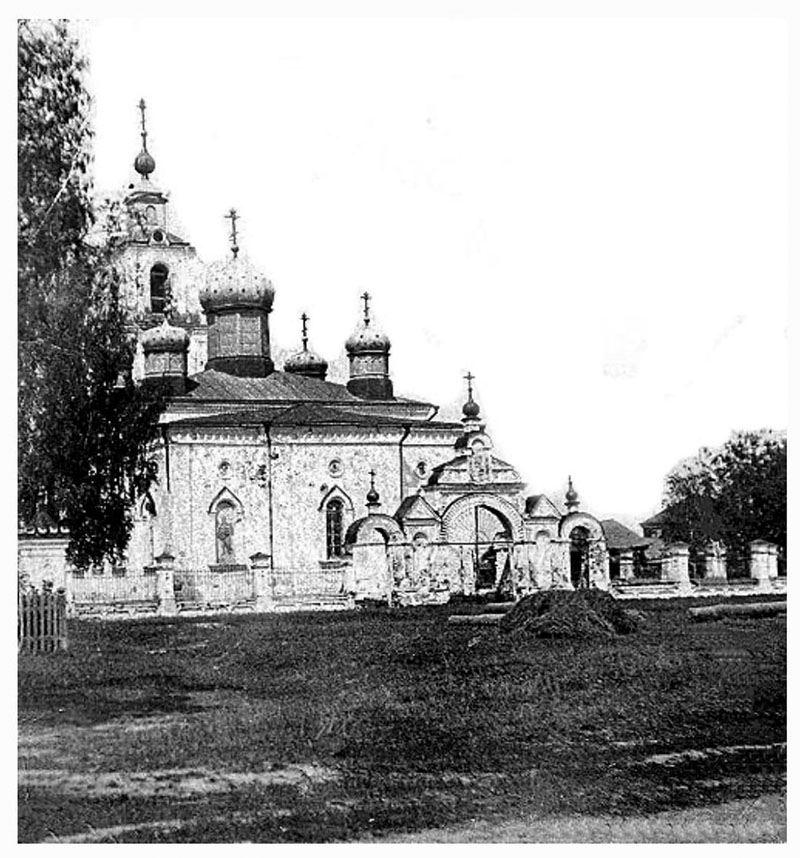
Первая Преображенская церковь (1870—1952)

По данным писцовых книг, в 1627 году в селе Гари была церковь Воскресения с дворами церковнослужителей. В 1629 году здесь уже стояла деревянная Преображенская церковь. В 1870 году в Гарях взамен обветшавшего деревянного был построен новый каменный Преображенский храм с декоративным пятиглавием и колокольней, имеющий приделы Богоявления Господня и Покрова Божией Матери.
Храм пережил революцию 1917 года, но был закрыт во время советского гонения на церковь — в 1933 году. Последним его настоятелем был священник Владимир Сперанский, арестованный в августе 1937 года и расстрелянный 21 октября 1937 года на полигоне Бутово под Москвой. Церковь Спаса Преображения была закрыта в 1938 году. После Великой Отечественной войны, в 1949 году, было принято решение о сносе храма, и в 1952 году он был полностью разобран.
Православная община в поселке была зарегистрирована после распада СССР — 3 июля 1993 года. Первое богослужение совершено 19 августа 1995 года в бывшем жилом доме постройки 1930-х годов, освящённом как временный храм, где к декабрю 1995 года силами прихожан был проведён ремонт с перепланировкой и устроен алтарь. Первая Божественная литургия во временном церковном помещении состоялась 19 декабря 1995 года.
В 2003 году в Запрудне рядом со временным помещением был заложен фундамент нового храма. Новая кирпичная шатровая церковь в русском стиле была построена в 2012 году. 19 августа 2012 года в храме состоялось первое торжественное богослужение. При храме действует благотворительная столовая и воскресная школа. Имеется приходская библиотека, а также православный отдел в поселковой библиотеке. Настоятелем новой церкви Спаса Преображения был протоиерей Александр Макаров, умерший 22 января 2022 года.
Последний настоятель первого храма Владимир Сперанский был причислен к лику святых новомучеников Российских постановлением Священного синода 7 мая 2003 года. В Запрудне установлен памятный стенд с информацией о храме и священномучениках посёлка.
18 сентября 2022 года епископ Сергиево-Посадский и Дмитровский Фома (Демчук) совершил Великое освящение храма в честь Преображения Господня в п. Запрудня и Божественную литургию в новосвящённом храме.